# Henodus
Henodus (gr. "diente plano") es un género representado por una única especie de saurópsido placodonte, que vivió en el período Triásico, en lo que hoy es Alemania.

## Descripción

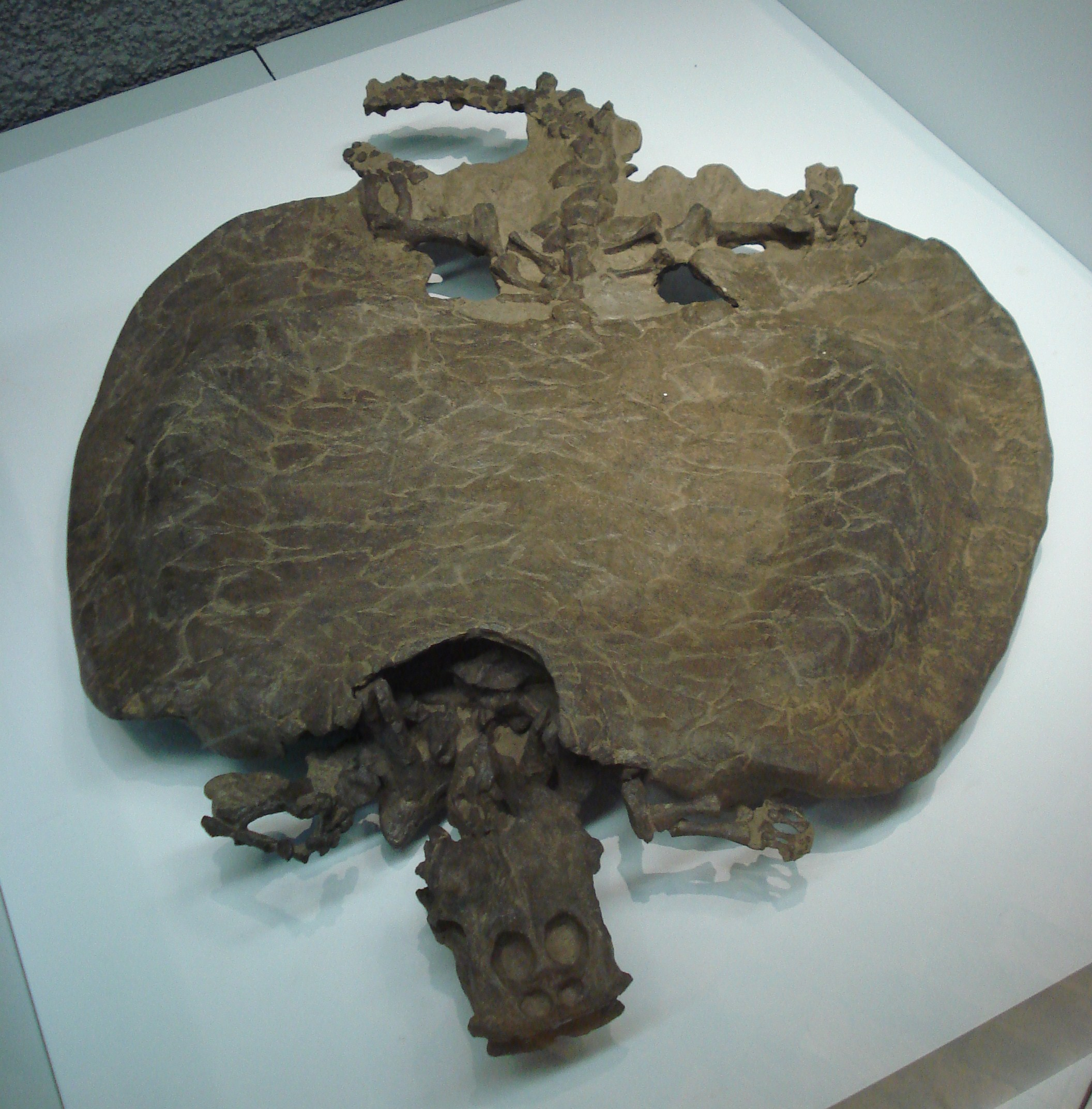
Esqueleto de Henodus en el Staatliches Museum für Naturkunde, en Stuttgart.

Medía alrededor de 1 m de anchura, y producto de la evolución convergente, tenía el aspecto de una tortuga con el caparazón aplastado. Este caparazón era un escudo óseo que servía de protección, y solo la cabeza, las patas y la cola sobresalían de éste. De esta manera minimizaba el efecto de depredación mientras surcaba los mares buscando comida. Las mandíbulas del animal eran anchas y muy fuertes, gracias a la acción de poderosos músculos. Los huesos del paladar y las mandíbulas inferiores conferían una gran fuerza a la mordedura. Las patas eran cortas, y sus dedos estaban unidas por una delicada membrana epitelial, a semejanza de los patos. Probablemente, usaban las patas a modo de aletas para mejorar el rendimiento de la natación. La cola era corta y plana, y se movía a los lados mientras nadaba. La cabeza era pequeña, al igual que las cuencas oculares. Se cree que no tenía la facultad de retraer la cabeza bajo la concha como las tortugas actuales. A ambos lados de la parte superior del cráneo, poseía un orificio característico que también poseen otros reptiles.

## Ecología
Aunque el aspecto recuerda a las tortugas, su modo de vida difería. Henodus nadaba hasta alcanzar el fondo marino cerca de la costa. Allí se encontraban sus presas preferidas, seres como almejas, bígaros, lapas u ostras. Una vez localizados, el animal los arrancaba con su pico córneo sin dientes, y trituraba las duras valvas con sus muelas.